# Чилало-Терара
Чилало-Терара — згаслий вулкан в Ефіопії. Знаходиться на південному сході Ефіопії на східній околиці Ефіопського пролому. Висота гори 4070 м (за іншими даними 4140), вона підноситься більш ніж на 1500 м від верхньої частини плато.
Останній раз вивергався в плейстоцені.

## Виноски
1. ↑  Volcano Live
2. ↑  Топографічна карта. Архів оригіналу за 26 серпня 2014. Процитовано 24 серпня 2014.